# 足羽黒葛
足羽 黒葛（あすわ の くろふじ、生没年不詳）は、奈良時代後期の女官。姓は臣。官位は女孺・従五位下。

## 出自
足羽氏は越前国足羽郡の有力な豪族で、阿須波とも表記される。氏の名前は同国同郡の足羽郷（福井市足羽付近）の地名にもとづく。同郡を拠点とする生江氏と並ぶ有力豪族である。

## 経歴
光仁朝の宝亀5年（774年）7月、女孺で無位の黒葛を本位の外従五位上を復す、とあるが、本位に叙された時期や、官位を剥奪された理由などは一切が不明であるが、淳仁天皇廃位事件に巻き込まれたのではないか、という説もあるその後、宝亀8年（777年）正月に、外従五位下から従五位下に昇叙した旨が記述されているので、先の本位への復位は、実は外従五位下ではなかったのか、と見られている。
足羽一族では、宝亀2年（771年）8月に足羽真橋が正六位上から従五位下に昇叙されており、光仁天皇の後宮で足羽臣が勢力を持っていたことが推察される。

## 官歴
『続日本紀』による
- 時期不詳：外従五位上あるいは外従五位下・女孺
- 時期不詳：無位
- 宝亀5年（774年）7月2日：外従五位下？（復位）
- 宝亀8年（777年）正月10日：従五位下